# Ragel
| QS-Informatik | Dieser Artikel wurde wegen inhaltlicher Mängel auf der Qualitätssicherungsseite der Redaktion Informatik eingetragen. Dies geschieht, um die Qualität der Artikel aus dem Themengebiet Informatik auf ein akzeptables Niveau zu bringen. Hilf mit, die inhaltlichen Mängel dieses Artikels zu beseitigen, und beteilige dich an der Diskussion! (+) |

Ragel ist ein von Adrian D. Thurston entwickelter State-Machine Compiler. Er übersetzt Definitionen von Finite-State-Machines (FSM, auch Endlicher Automat genannt) in ausführbaren Programmcode. Dazu können Nichtdeterministische endliche Automaten in der Ragel-eigenen Sprache, deren Operatoren vor allem aus standardisierten regulären Ausdrücken bestehen (ähnlich Konkatenation oder auch Kleenesche und positive Hülle), beschrieben werden. Diese Definitionen werden in den Code der Zielsprache eingebettet. Der Compiler wandelt diese zunächst in deterministische endliche Automaten um, minimiert sie und übersetzt sie anschließend in die Zielsprache.
Ragel unterstützt eine Vielzahl von Zielsprachen: C, C++, Assemblersprache, D, Go, Java, Ruby und C#. Der Compiler bietet darüber hinaus verschiedene Optionen um den erzeugten Code zu beeinflussen. Zur Umsetzungen der Übergangstabelle kann z. B. ein Array (table-driven) verwendet werden oder die Zustände werden direkt in Programm code übersetzt (control flow driven).
Das Herausstellungsmerkmal Ragels ist, dass es erlaubt Code in der Zielsprache mit Zustandsübergängen zu verknüpfen. Dieser wird vom erzeugten Code automatisch ausgeführt, sobald der entsprechende Übergang stattfindet. Ragel bietet dafür eine Vielzahl von Operatoren, die es ermöglichen Code an verschiedene Übergänge anzuhängen. Dies ermöglicht es neben der reinen Verifizierung bzw. Falsifizierung auch zusätzliche Aufgaben (z. B. das Umwandeln von Zahlen im Dezimalformat in eine Binärform) auszuführen.

Ragel ermöglicht zudem eine Visualisierung der Übergangstabelle durch Graphviz:

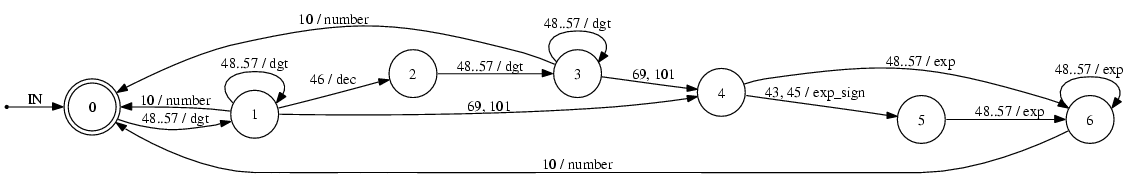
Ragel output visualization